# The Hypnotic Detective
The Hypnotic Detective è un cortometraggio muto del 1912 diretto da Colin Campbell.

## Trama
Rifiutato dalla vedova Morton, il dottor Pelham, per vendicarsi, inscena la propria morte facendo risultare come colpevole il figlio della donna, Alfred. Quest'ultimo, ricorrendo all'aiuto del professor Locksley, il detective ipnotico, arriverà alla verità.

## Produzione
Il film fu prodotto dalla Selig Polyscope Company.

## Distribuzione
Distribuito dalla General Film Company, il film - un cortometraggio di una bobina - uscì nelle sale cinematografiche statunitensi il 15 febbraio 1912. Venne distribuito anche nel Regno Unito, dove uscì il 21 aprile dello stesso anno.